# Danh sách tập phim Boboiboy
BoBoiBoy là một loạt phim hoạt hình Malaysia sản xuất bởi Animonsta Studios, xoay quanh một cậu bé có siêu cường và có thể để tách thành ba. Với bạn bè, Ying, Yaya và Gopal, họ chiến đấu để bảo vệ Trái Đất khỏi các mối đe dọa từ người ngoài hành tinh xâm lược Trái Đất để săn lùng đối với hạt ca cao.
BoBoiBoy loạt công bố trong HDTV. Mùa đầu tiên của BoBoiBoy được phát sóng vào ngày Chủ nhật, 19:00 tối. Tập phim bắt đầu khi nhân vật chính, BoBoiBoy đến Tok Aba (ông nội của BoBoiBoy) ở đảo Rintis trong kỳ nghỉ học. Đồng thời, Adu Du, một người từ hành tinh của Atata Tiga đến Trái Đất, tìm kiếm các nguồn năng lượng. Hắn phát hiện ra rằng có một năng lượng mạnh mẽ - ca cao, đã tuyệt chủng trên hành tinh của mình cách đây 30.000 năm. Adu Du muốn chinh phục tất cả các ca cao cho chính mình, để hắn ta có thể là một anh hùng đối với hành tinh của mình. Để đảm bảo kế hoạch của mình thành công, Adu Du đã nhận sự giúp đỡ từ Quả cầu năng lượng hoặc Ball of Power (Ochobot). Tuy nhiên, Ochobot cho BoBoiBoy và bạn bè mới của cậu ta, Ying, Yaya và Gopal sức mạnh.
Đối với mùa đầu tiên có 13 khe với mỗi khe cắm bao gồm hai tập. Điều này làm cho tổng số 26 tập tất cả cùng nhau. Mỗi tập phim cuối cùng trong 11 phút. Do phổ biến của phim hoạt hình này, Animonsta Studios đã đồng ý để tập thêm không khí có tên là "Extended Finale Episode" vào ngày 01 Tháng 1 năm 2012 
Mùa Finale Poster (2011)Bản mẫu:Episode danh sách
Season 2 of BoBoiBoy aired at TV3 on ngày 27 tháng 5 năm 2012. Same as the First Season, it will consist of 26 episodes. The Season 2 Finale will be held on December 23 & 30, 2012.
Note: The Title of the episode given in this table is not stated in the episode itself but is given to it by the viewers themselves.
{{Episode list
| # Trong Series! # Trong mùa!Tên! Air ngày đầu tiên · (TV3, Malaysia)! · Xem (triệu) (TV3, Malaysia) | -  |                                   |                                 |
| 01 | 01 | "The Rise of BoBoiBoy"            | 13 tháng 3 năm 2011             |
| BoBoiBoy đang đi trên một chuyến tàu trước khi đến Rintis Đảo để gặp ông nội của cậu, Tok Aba. Trong khi đó, Adu Du, một người ngoài từ hành tinh Ata Tatiga đến Trái Đất để săn lùng hạt ca cao với sự giúp đỡ của hai tay sai của hắn, một robot có tên là Probe và một máy tính. Adu Du ra một thông báo thông qua TV. Hắn ra lệnh tất cả mọi người phải cung cấp cho hắn tất cả các hạt ca cao hoặc họ sẽ phải đối mặt với những rắc rối. Thông báo này, tuy nhiên, đã bị bỏ qua bởi BoBoiBoy và những người bạn mới của mình, Gopal, Yaya và Ying - nói rằng nó chỉ là một chương trình. Khi BoBoiBoy coi của các cửa hàng quả cầu năng lượng. Tok Aba không tin BoBoiBoy về câu chuyện Probe ăn cắp ca cao. Quả cầu năng lượng được biết đến là Ochobot, trao sức mạnh BoBoiBoy nguyên tố vì cậu đã tưởng BoBoiBoy là một trong những người kích hoạt mình.                                             |    |                                   |                                 |
| 02 | 02 | "Cuộc tấn công của Adu du"        | 20 tháng 3 năm 2011             |
| BoBoiBoy bắt đầu đào tạo sức mạnh mới của mình. Khi BoBoiBoy nói toàn bộ câu chuyện này với những người bạn mới của mình, các bạn cậu không tin cậu ta. Ochobot, mặt khác, không muốn BoBoiBoy để phơi bày sự thật về anh ta trở thành một siêu anh hùng. Adu Du xuất hiện để tấn công họ và đã thực hiện một nỗ lực để có Ochobot trở lại. BoBoiBoy đánh bại hắn ta tạm thời trước khi cậu bị bắt bởi Adu Du. Ochobot sau đó đã trao sức mạnh cho bạn bè BoBoiBoy. Yaya sở hữu sức mạnh siêu nhân và có thể bay. Ying có sức mạnh tốc độ. Tuy nhiên, Gopal không biết sức mạnh của anh. Vì BoBoiBoy đá Ochobot quá mạnh, cho nên cậu đã quên rằng mình cho Gopal loại sức mạnh gì. Sau đó, BoBoiBoy đánh bại Adu Du và Probe. Sau một thời gian, Adu Du gửi robot để xâm nhập và ăn cắp ca cao từ cửa hàng Tok Aba. Khi BoBoiBoy và bạn bè của ông đã đánh bại các robot, Tok Aba nhìn thấy rồi bị ngất xỉu. |    |                                   |                                 |
| 03 | 03 | "Quỷ đa mạng"                     | 27 tháng ba 2011                |
| Gopal vẫn tự hỏi Ochobot cho cậu có sức mạnh gì. Do đó, anh ta đã nhận sự giúp đỡ từ BoBoiBoy để tìm hiểu quyền lực của mình. Trong khi đó, Adu Du gửi MultiMonster-một con quái vật có thể phân chia thành hai nếu đánh bại một lần-để ăn thịt BoBoiBoy. Kế hoạch của Adu Du không thành công khi nhiều quái vật được chia thành hàng chục sinh vật nhỏ. Như vậy, Adu Du quyết định bắt cóc bạn bè BoBoiBoy. Probe bắt Ying sau khi hắn lừa bạn ấy ngủ. |    |                                   |                                 |
| 04 | 04 | "Vụ bắt cóc"                      | 03 tháng tư 2011                |
| Gopal và BoBoiBoy tin Yaya sẽ là mục tiêu tiếp theo. Dự đoán của họ là chính xác khi họ nhìn thấy bạn ấy bị Probe đuổi theo và bắt giữ bởi Adu Du. Gopal sợ rằng cậu sẽ là mục tiêu tiếp theo. Tok Aba thảo luận một kế hoạch, họ sẽ cho Adu Du bắt cóc Gopal trong khi BoBoiBoy xâm nhập vào tàu vũ trụ của hắn. Đêm đó khi Gopal đã bị bắt, cậu nhận ra rằng: cậu có sức mạnh có thể biến bất cứ điều gì để thực phẩm! BoBoiBoy giải cứu Ying và Yaya và chúc mừng Gopal để khám phá sức mạnh của mình. Adu Du đã cố gắng để tra tấn họ với một cái quạt khổng lồ và một bức tường chuyển động. Monsters Multi đến để giúp BoBoiBoy và các bạn. Khi họ chạy đến lối ra khẩn cấp trở lại mặt đất, Gopal biến tàu vũ trụ thành thức ăn. |    |                                   |                                 |
| 05 | 05 | "Điểm yếu của BoBoiBoy"           | ngày 03 tháng 7 năm 2011        |
| Khi Tok Aba nhờ BoBoiBoy cung cấp các lon ca cao cho khách hàng của mình, cậu sử dụng sức mạnh mạnh nhất của mình để tạo điều kiện thuận lợi cho công việc của mình (phân chia thành 3 người). BoBoiBoy đã sử dụng sức mạnh của mình quá dài và kết quả là cậu bị mất trí nhớ tạm thời. Adu Du và Probe xâm nhập vào các cửa hàng ca cao để ăn cắp cuốn sách công thức ghi bí mật bằng cách cải trang mình nhưng đã bị công nhận bởi Yaya và Ying. Probe nâng cấp ở dạng siêu của mình, nhưng kể từ khi hắn có gương trang điểm,nhân cách của hắn trở nên "nữ tính" hơn và mạnh hơn. BoBoiBoy chia mình một lần nữa mặc dù Ochobot cấm cậu làm như vậy. Trí nhớ của BoBoiBoy sau đó trở nên tồi tệ hơn. Khi Adu Du và Probe đã thoát khỏi cái bẫy của BoBoiBoy Đất, hắn đã đánh cắp cuốn sách và BoBoiBoy Chớp bị bắt cóc.                                                                                    |    |                                   |                                 |
| 06 | 06 | "BoBoiBoy tia chớp"               | 17 tháng 7 năm 2011             |
| BoBoiBoy Chớp đã bị bắt và còn Adu Du, cuốn sách bí mật hắn đã đánh cắp hóa ra là một cuốn sổ nợ. Khi Adu Du đến phòng tra tấn, nó đã được trang trí để ăn mừng chiến thắng vì đã đánh bại BoBoiBoy. Adu Du, Probe và máy tính tra tấn BoBoiBoy bằng cách nổ bóng bay cho đến khi BoBoiBoy Chớp nâng cấp lên BoBoiBoy Sấm sét. Adu Du và Probe đã lợi dụng các vấn đề về trí nhớ của cậu bằng cách nói rằng đó là "sinh nhật". Sau đó, Adu Du và BoBoiBoy Sấm sét đã trở thành bạn bè. Hai cậu BoBoiBoy kia quên mất chính mình cho đến khi Gopal đánh chảo vào đầu họ. Khi BoBoiBoy Sấm sét đến, tất cả mọi người khó chịu khi anh hoàn toàn mất trí nhớ của mình như cậu tuyên bố mình là "Ada Da", một cái tên cho anh ta bởi Adu Du. May mắn thay, khi Probe nói khẩu hiệu của BoBoiBoy "Yes Awesome!", trí nhớ của BoBoiBoy Sấm sét bắt đầu trở lại.                                                     |    |                                   |                                 |
| 07 | 07 | TBA                               | 31 Tháng Bảy 2011               |
| Adu Du đã quyết định để tra tấn BoBoiBoy một lần nữa bằng cách bẫy cậu ta và Gopal thành một trò chơi video với sự tham gia của siêu anh hùng Gopal yêu thích: Papa Zola. Probe trong game để tra tấn những người anh hùng. Ochobot và Tok Aba không có sự lựa chọn, nên phải chơi trò chơi. Yaya đã buộc phải thay thế Tok Aba và kiểm soát Gopal. Cô ấy thực sự là một cao thủ nhưng đã không đạt được giai đoạn cuối cùng (cô cũng nói chơi cho 30 phút chỉ bởi mẹ của cô cấm chơi nhiều hơn). Ying và YaYa đã giúp BoBoiBoy và Gopal và chiến thắng. Nhưng BoBoiBoy, Gopal, Probe và Adu Du đã nhận ra Papa Zola và Quỷ ngủ, các nhân vật trong trò chơi đã thoát ra ngoài. |    |                                   |                                 |
| 08 | 08 | "Dream World"                     | 20 Tháng 11 2011                |
| Papa Zola, người thoát ra từ trò chơi, bổ nhiệm Gopal-fan hâm mộ lớn nhất của mình là học trò của mình. Sau đó, Papa Zola ngất đi khi Yaya đề nghị ông ăn bánh quy của cô. Quỷ ngủ, Probe và Adu Du đã đến thăm Tok Aba. Hắn làm Tok Aba và Ochobot ngủ thiếp đi. Sau đó, cả Ying và Yaya bị mắc kẹt trong bong bóng ước mơ của con quái vật. Papa Zola, Gopal và BoBoiBoy quyết định nhập vào các bong bóng ước mơ để cứu những người khác. Tuy nhiên, Papa Zola và Quỷ ngủ chơi cờ đam để quyết định số phận của những người trong giấc mơ. |    |                                   |                                 |
| 09 | 09 | "Giant Trò chơi Checkers"         | 27 Tháng 11 năm 2011            |
| Để ra ngoài giấc mơ, họ phải giành chiến thắng một trò chơi cờ chống lại Quỷ ngủ, nhưng Papa Zola mình không biết làm thế nào để chơi. Ông đã mất điểm ở vòng đầu tiên. May mắn thay, Tok Aba thức dậy để thay thế Papa Zola và chiến đấu với tên quái vật với kỹ năng của mình. Tok Aba và Quỷ ngủ có một trận đấu với tỉ số hòa cho đến khi vòng thứ ba, Quỷ ngủ phải gian lận để giành chiến thắng trong vòng chung kết. Tuy nhiên, Tok Aba thắng. Con quái vật không thể chấp nhận sự mất mát của mình, vì vậy hắn đặt Tok Aba, Ochobot, Yaya và Ying ngủ lại. Papa Zola đã không thể làm gì sau khi chân đã bị thương bởi một mảnh vỡ lớn của bàn cờ. Tuy nhiên, BoBoiBoy đã đánh bại con quái vật và tất cả mọi người được an toàn. |    |                                   |                                 |
| 10 | 10 | "Thư hâm mộ của BoBoiBoy"         | ngày 04 tháng 12 năm 2011       |
| Adu Du đã ra lệnh Probe ăn cắp tất cả các thư hâm mộ của BoBoiBoy và bảo hắn ta phải trả lời nó một cách thô lỗ nhưng thay vào đó, Probe và máy tính đã trả lời một cách trung thực. Adu Du, người đã trở về tàu vũ trụ sau khi mua sắm cho quần áo mới, đã mắng Probe vì hắn không trả lời thư fan hâm mộ một cách thô lỗ. |    |                                   |                                 |
| 11 | 11 | "Bánh Day"                        | 11 tháng 12 năm 2011            |
| Gopal, Ying và BoBoiBoy đã bị sốc rằng đó là Ngày Bánh quy Thế giới, bởi vì Yaya sẽ yêu cầu họ giúp đỡ cô ấy làm bánh quy. Gopal và Ying bỏ chạy, còn BoBoiBoy Gió đã giúp Yaya trong khi các cậu BoBoiBoy khác ở các cửa hàng ca cao. Adu Du BoBoiBoy lừa BoBoiBoy Gió bằng cách lừa cho cậu ta sử dụng sữa dê giả mạo có chứa "chất độc X"-một chất có thể làm cho cảm xúc của con người không ổn định-như một thành phần cho bánh quy của Yaya. BoBoiBoy Gió ăn một bánh quy bị nhiễm độc và phân phát tất cả số bánh quy mà không nhận ra nguy hiểm có thể gặp phải. Bánh quy của YaYa đã làm hầu như tất cả mọi người trong thị trấn nổi điên. Tình hình trở nên tồi tệ hơn khi BoBoiBoy Gió ăn bánh quy quá nhiều, làm cho cẩu ta cảm thấy một niềm vui vô hạn. Kết quả là cậu đã được chuyển thành sức mạnh mới: "BoBoiBoy Lốc Xoáy".                                                                  |    |                                   |                                 |
| 12 | 12 | "BoBoiBoy Cuồng phong và Bago Go" | Tháng ngày 18 tháng 12 năm 2011 |
| BoBoiBoy Lốc xoáy buộc Adu Du ăn bánh quy Yaya. Adu Du và Super Probe nghĩ rằng thời điểm này là một cơ hội tốt để tấn công cậu ta, nhưng hắn đã bị đánh bại. Thật không may, BoBoiBoy Lốc xoáy chuyển cuộc tấn công qua BoBoiBoy Sấm sét. May mắn thay, Ochobot làm bình tĩnh BoBoiBoy Lốc xoáy bằng cách buộc cậu phải xem một video. Trong khi đó, tức giận về thất bại của mình, Adu Du gọi cho Bago Go, một nhà cung cấp vũ khí để mua vũ khí bất hợp pháp. Adu Du ngất xỉu vì giá được cung cấp bởi Bago Go là các con số cực kỳ tốn kém. Probe đã làm cho tình hình tồi tệ hơn khi hắn bán tàu vũ trụ để mua một cái thìa điện. Thật thú vị, việc mua cái thìa điện đi kèm với một con robot hủy diệt miễn phí bí ẩn gọi là 'Mukalakus'. Gopal, Ying và Yaya đã trở thành bị tàn phá vì BoBoiBoy sẽ rời Rintis Đảo trong 3 ngày.                                                                       |    |                                   |                                 |

| # in Series | # in Season         | Tên                                   | First Air Date · (TV3, Malaysia) | Air Date (Other)                              | Viewers (Millions) · (TV3, Malaysia) |
| --- | ------------------- | ------------------------------------- | -------------------------------- | --------------------------------------------- | ------------------------------------ |
| 14 | 01                  | "Sự trở lại của BoBoiBoy"             | ngày 27 tháng 5 năm 2012         | Tháng Tám 21, 2012 (Disney Channel Á)         | 1.65                                 |
| BoBoiBoy chuyển đến Pulau Rintis ( lit Rintis Đảo.) Để đoàn tụ với Tok Aba và bạn bè của ông. Ở trường, Gopal nhắc nhở BoBoiBoy không sử dụng con đường thông thường - dẫn đến một ngôi nhà ma ám 'khi đi đến và đi học về. Tuy nhiên, BoBoiBoy bỏ qua lời khuyên này. Ông bước vào nhà, mà không biết những gì anh ta có thể tìm thấy trong nhà. |                     |                                       |                                  |                                               |                                      |
| 15 | 02                  | "The Haunted House"                   | 03 tháng 6 năm 2012              | Tháng Tám 22, 2012 (Disney Channel Á)         |                                      |
| Tok Cocoa Aba Shop, cha của Gopal kể một câu chuyện về 'ngôi nhà ma ám'. BoBoiBoy ở đó, nghe xong câu chuyện. Probe đi trở lại nơi bí mật của mình và nói với toàn bộ câu chuyện về 'ngôi nhà ma ám' Adu Du. Probe đề nghị rằng họ nên làm cho 'ma' như các đồng minh của họ. Đồng thời, BoBoiBoy và Gopal cũng đến nhà để điều tra về 'ma bí ẩn. Ngay sau đó, Adu Du và BoBoiBoy chạy vào nhau. Họ chiến đấu thì bất ngờ, Fang được sử dụng quyền lực của mình, buộc BoBoiBoy, Gopal, Adu Du và thăm dò ra khỏi nhà. BoBoiBoy đã có trận đấu đầu tiên của mình với Fang. Fang ghen tị của BoBoiBoy vì BoBoiBoy là nổi tiếng hơn và thông minh hơn anh ta kể từ khi Gopal nói với mọi người về BoboiBoy vào ngày đầu tiên của Fang ở trường. |                     |                                       |                                  |                                               |                                      |
| 16 | 03                  | "BoBoiBoy đối đầu với Fang"           | ngày 10 tháng 6 năm 2012         | ngày 23 tháng 8 năm 2012 (Disney Channel Asia |                                      |
| Trong chủ đề Giáo dục thể chất, giáo viên Papa BoBoiBoy và Fang cạnh tranh với nhau trong một cuộc đua nước rút. Trong cuộc đua, cả hai người trong số họ sử dụng quyền hạn của mình để giành chiến thắng. Tuy nhiên, cuộc đua này đã giành chiến thắng bởi Sư Phụ Papa, dựa trên một đoạn băng video của Gopal. Fang thách thức BoBoiBoy để chiến đấu, nhưng ông đã được ngừng lại bởi Sư Phụ Papa. BoBoiBoy đề nghị một trận đấu bóng đá giữa anh và Fang. |                     |                                       |                                  |                                               |                                      |
| 17 | 04                  | "Trò chơi bóng đá"                    | 24 tháng 6 năm 2012              | Tháng Tám 24, 2012 (Disney Channel Á)         |                                      |
| Ying, Yaya, Gopal, Iwan và BoBoiBoy hợp tác trong một trò chơi bóng đá. Fang đã trở thành bạn bè và thậm chí hợp tác với Adu Du và Probe để đánh bại BoBoiBoy trong trò chơi. Cikgu Papa ( lit. Teacher Papa) đã trở thành trọng tài cho trận đấu. Trong nửa đầu, cả hai đội không ghi được bất kỳ mục tiêu nào. Trong hiệp hai, BoBoiBoy ghi được hai bàn thắng cho đội bóng của ông. Ying đã giải quyết và bị thương. Sau đó, Yaya đã bị phạt vì chạm vào bóng bằng tay, mà là của lừa Probe. Sau đó, Papa Zola ngất đi vì anh đã trúng quyền hạn Yaya và Probe cho Yaya một thẻ đỏ. BoBoiBoy của nhóm nghiên cứu là hai cầu thủ ngắn. BoBoiBoy đã cố gắng để ghi bàn nhưng không thành công. Fang của nhóm nghiên cứu là quá mạnh. Tuy nhiên, chiến thắng của họ không kéo dài. BoBoiBoy của đội đã giành chiến thắng sau khi Iwan ghi bàn thắng cuối cùng.                                                                                              |                     |                                       |                                  |                                               |                                      |
| 18 | 05                  | "Revenge of Adu Du"                   | 26 tháng 8 năm 2012              | ngày 10 tháng 11 năm 2012 (Disney Channel Á)  |                                      |
| Adu Du và Probe đã cố gắng để có được trả thù BoBoiBoy. Trong khi đó, BoBoiBoy và Gopal điều tra lý do tại sao Ochobot ngất đi mỗi khi anh nhìn thấy Fang và lý do tại sao ông đã mua bánh quy Yaya. Thay vào đó, họ đã bị tấn công bởi mèo sewel Pak Senin Koboi và đã kết thúc việc đi học muộn. Các chàng trai lẻn vào phòng chờ của giáo viên để tránh Yaya người canh gác cổng trường. Khi họ đang bị phân tâm bởi những thành tựu của Yaya trên bức tường của thành công, các chàng trai đã thảo luận rằng họ sẽ nhằm mục đích để đạt được trên bức tường của thành công. Thật không may, họ đã bị trừng phạt bởi Yaya là phòng chờ của giáo viên là một khu vực giới hạn cho sinh viên. Khi họ đang làm hình phạt của họ, họ đã bị thu hẹp bởi Probe với một tia thu nhỏ. May mắn thay, Probe 'đè bẹp' chúng với thìa điện trước khi ông bị thu hẹp họ, nhưng thay vào đó ông đã làm ngược lại. Các chàng trai đang ở trong sân trường nhỏ như ruồi. |                     |                                       |                                  |                                               |                                      |
| 19 | 06                  | "Điểm yếu của Fang / Mister Boss"     | ngày 09 tháng 9 năm 2012         | TBA                                           |                                      |
| BoBoiBoy, Gopal và Fang đã bị thu hẹp Laser Shrinking Probe của họ có được thực sự nhỏ hơn và nhỏ hơn mỗi giờ, trong Sametime các Adu Du sẽ cố gắng để thay đổi tên của bộ truyện từ "BoBoiBoy" "Mister Boss và Probe" / "Incik Boss dan Probe". Một lần nữa BoBoiboy, Fang, và Gopal đi vào hang ổ của Pak Senin Koboi và chiến đấu với con mèo của mình một lần nữa. Họ đã thành công đánh bại con mèo của Pak Senin Koboi. Sau đó, Yaya và Ying, cùng với 3 khác trong giỏ Yaya, đi để nơi ẩn Adu Du. Adu Du đã bị bắn với lazer và cuối cùng đã tát ruồi. Trong khi đó, BoBoiBoy, Fang, và Gopal là bình thường trở lại. |                     |                                       |                                  |                                               |                                      |
| 20 | 07                  | "Rise of Ejo Jo / Sự thật về Ochobot" | TBA                              | TBA                                           |                                      |
| Ejo Jo sẽ được hạ cánh trên Trái Đất để săn lùng hạt ca cao và tham gia lực lượng với Adu Du và Probe để đánh bại BoBoiBoy và bạn bè của ông. Sự thật về lý do tại sao Ochobot ngất đi mỗi khi anh nhìn thấy Fang sẽ được tiết lộ bởi vì Fang đã lấy đi quyền hạn Ochobot từ anh ấy. |                     |                                       |                                  |                                               |                                      |
| EpisodeNumber = 21 | EpisodeNumber2 = 08 | Title = 1. 2. 3.                      |                                  |                                               |                                      |